# Blossom
Blossom es una serie  de televisión estadounidense, emitida originalmente en Estados Unidos por la cadena NBC y creada por Don Reo. La serie trata sobre las vicisitudes de Ruby Alexandra "Blossom" Russo (interpretada por Mayim Bialik), una joven estudiosa, dedicada y enamorada del mundo, cuya madre ha huido a Europa en búsqueda de cumplir su sueño de ser cantante, mientras Blossom permanece con sus dos hermanos mayores y su padre, también cantante.  
La serie debutó como una vista previa del episodio piloto el 5 de julio de 1990, antes de transmitirse regularmente el 3 de enero de 1991, y permaneció hasta el 22 de mayo de 1995. La protagonista de la serie, encarna el papel de una chica llamada Blossom Russo, que vive con su padre, un músico llamado Nick, y con sus dos hermanos mayores: Joey y Anthony. La mejor amiga de Blossom es Six. En medio de este ambiente, Blossom debe enfrentar los desafíos de la existencia. La serie consta de cinco temporadas, con un total de 114 episodios de aproximadamente 25 minutos de duración cada uno, dirigidos por el famoso actor Bill Bixby.

## Personajes
Protagonistas
- Ruby Alexandra "Blossom" Russo (Mayim Bialik): Protagonista de la serie. Buena estudiante, vive con su padre y sus dos hermanos desde que su madre se marchó de la casa.
- Joseph Richard "Joey" Russo (Joey Lawrence): Hermano de Blossom, no es muy buen estudiante y solo piensa en las chicas.
- Nicholas Bernard Patrick "Nick" Russo (Ted Wass): Padre de Blossom, Joey y Anthony. Es músico de profesión.
- Anthony Nicholas "Tony" Russo (Michael Stoyanov): Hermano mayor de Blossom. En el pasado tuvo problemas con el alcohol y las drogas.
- Maddeline Russo (Melissa Manchester):  Exesposa de Nick, y la madre de Anthony, Joey y Blossom. Deja de tener su propia vida, y se traslada a París. Vuelve un año más tarde para volver a conectar.
- Six Dorothy LeMeure (Jenna von Oÿ): Mejor amiga de Blossom. Pasa mucho tiempo en casa de los Russo.

Recurrentes y apariciones posteriores
- Buzz Richmann (Barnard Hughes): Abuelo materno de Blossom.
- Vinnie Bonitardi (David Lascher): Primer novio de Blossom.
- Carol (Finola Hughes): Novia de Nick, con quien se termina casando.
- Kennedy (Courtney Chase): Hija de Carol.
- Shelley Russo (Samaria Graham): Mujer de Anthony, se casan sin tenerlo planearlo.
- Rhonda (Portia Dawson): Novia de Anthony, hasta que le pide para casarse y ésta le rechaza.

Invitados

## Producción
Se produjeron, rodaron y emitieron un total de cinco temporadas de Blossom, sumando un total de 114 episodios. La canción de la cabecera de la serie en versión original es "My Opinionation", de Mike Post y Steve Geyer, aunque la versión que suena durante los créditos es del músico de blues Dr. John. La mayoría de los episodios fueron dirigidos por Bill Bixby.

## Éxito fuera de EE. UU.
La serie gozó de cierta popularidad en el Reino Unido a principios de los noventa, donde se emitió el piloto el 5 de julio de 1991.

## Emisión en España
En España fue emitida en su totalidad por RTVE, emitiéndose el primer episodio el 17 de mayo de 1994 en TVE-1 y el último episodio el 17 de abril de 1998 en TVE-2. La serie gozó de buenas audiencias en sus tres primeras temporadas, llegando a ser Mayim Bialik invitada al programa ¿Qué apostamos?.
RTVE volvió a emitirla en 2005, como parte de la programación inicial de su nuevo canal temático infantil/adolescente CLAN. También fue emitida a principios de los 2000 por Paramount Comedy.
La serie fue doblada en los estudios SONOFILM en Madrid bajo la dirección de José Antonio Ceinos y contó con las siguientes voces 
| Personaje        | Actor original     | Actor de doblaje         |
| ---------------- | ------------------ | ------------------------ |
| Blossom Russo    | Mayim Bialik       | Marta García             |
| Nick Russo       | Ted Wass           | José Antonio Ceinos      |
| Tony Russo       | Michael Stoyanov   | Claudio Serrano          |
| Joey Russo       | Joey Lawrence      | Roberto Cuenca Rodríguez |
| Six LeMeure      | Jenna von Oÿ       | Adelaida López           |
| Vinnie Bonitardi | David Lascher      | Gabriel Jiménez          |
| Buzz Richman     | Barnard Hughes     | Félix Acaso              |
| Maddy Russo      | Melissa Manchester | María Antonia Rodríguez  |
| Carol            | Finola Hughes      | Amparo Valencia          |

## Emisiones en otros países
México: Canal 4, Canal 5
 Honduras: Canal 5 El Líder
 El Salvador: Canal 6 de TCS (1993-1997) Agape TV Canal 8 (2001-2008)
 Nicaragua: Canal 12 (Nicavisión)
 Costa Rica: Repretel
 Panama: Telemetro Panama
 Argentina: Telefe
 Chile: Canal 13
 Perú: Frecuencia Latina, Red Global
 Ecuador: Teleamazonas
 Colombia: RCN Televisión (1992-2000) / Caracol Television (2001-2007)
 Venezuela: Televen
 Bolivia: Red Uno
 Paraguay: Paravision
 Uruguay: Monte Carlo TV

## Episodios
La serie consta originalmente de 5 temporadas con 140 capítulos en total. En re-runs y repeticiones, se eliminaron varios de ellos con la censura posterior. Además se realizaron dos películas: Blossom en Paris y Blossom en Malibu, las cuales fueron divididas posteriormente en especiales de 4 episodios cada uno, dejando en la actualidad un total de 114 episodios.
Se detallan los títulos de los capítulos emitidos en repeticiones posteriores en Clan TVE tal como se emitieron.

### Temporada 1
1. . Qué follón de cole
2. . Blossom florece.
3. . ¿Quién manda aquí?
4. . El empollón
5. . No tengo a nadie
6. . La novia de papá
7. . El guardián de mi hermana
8. . Amor duro
9. . Sexo, mentiras y jóvenes
10. . Gracias por los recuerdos
11. . Vaya nochecita
12. . El pequeño dividendo de papá
13. . El amor es un asco

### Temporada 2
1. . Que viene el abuelo
2. . Segunda base
3. . El canuto
4. . Estoy con la banda
5. . Honor
6. . Expectativas
7. . Decir la verdad
8. . Intervención
9. . Huye a la frontera
10. . Blossom en un rockumental
11. . No puedes ir a casa
12. . Esta vieja casa
13. . Es una vida de marginado
14. . Examen
15. . Cuelgue por un profe
16. . Son las 3 y esto es el infierno
17. . Quejidos y faltas
18. . Los perdedores ganan
19. . Invitados
20. . La carta
21. . Despierta pequeña Susi
22. . No olvides esto
23. . El carnet de conducir
24. . Fiebre primaveral

### Temporada 3
1. . La escapada
2. . Querida mamá
3. . ¿Amor a que precio?
4. . No hay cura para el amor
5. . Las crónicas de Joey
6. . Críos
7. . Así se hace un presidente
8. . Sólo cuando me río
9. . Yo maté a Chico Barranca
10. . Perder tu... religión
11. . Noche de brujas
12. . Mi chica
13. . Serie para televisión
14. . Ruby
15. . Fiesta en el colegio mayor
16. . Tiempo
17. . La última carcajada
18. . La emoción ha desaparecido
19. . Accidentes de coche y matrimonio
20. . Tren misterioso
21. . Vídeos escolares
22. . Las mejores llanuras de hombres y de ratones
23. . Compuesta y sin novio
24. . Hambre
25. . ¿Que has hecho qué?
26. . París

### Temporada 4
1. . Blossom en París Episodio cuádruple de dos horas de duración.   Cuando se vende en sindicación, se divide en cuatro partes.
2. . Transiciones
3. . Cotilleos de sexo
4. . La hora de 50 minutos
5. . Un 38 especial
6. . Six y Sonny
7. . El dilema de Blossom
8. . Hablemos del sexo
9. . El verdadero amor
10. . Grandes acontecimientos (1ª parte)
11. . Grandes acontecimientos (2ª parte)
12. . El ansiado momento
13. . Carne
14. . Cita doble
15. . La imitadora
16. . Sexo, mentiras y la Sra Peterson
17. . Con un poco de ayuda de mis amigos
18. . Blossom en Malibú
19. . Blossom en Malibú: la otra cara
20. . Ajuste de cuentas
21. . Los mejores momentos
22. . Siete pecados capitales
23. . Noche de estimaciones
24. . El último tango
25. . Graduación

### Temporada 5
1. . Una nueva vida (1ª parte)
2. . Una nueva vida (2ª parte)
3. . Amor de cachorro
4. . Tu nuevo planeta
5. . La boda
6. . Escribiendo los errores
7. . Qué pesadilla de niña
8. . El juego de mañana
9. . Blossom Gump
10. . Oh, nene
11. . Rituales de apareamiento
12. . Lo mío es ser actriz
13. . Un beso es sólo un beso
14. . ¿Quién no es el primero?
15. . Sucedió una noche
16. . Una mente con corazón propio
17. . La cita
18. . La despedida
19. . Se ha desnudado a una estrella
20. . Tú di tomate
21. . Tantas cosas importantes y tan poco tiempo
22. . Adiós

## Cultura popular
- En The Big Bang Theory ha hecho referencia a Blossom en diversas oportunidades, la primera en el episodio trece de la primera temporada La excitación del bati-frasco, Raj intenta convencer al grupo de unir a "la chavala que hizo de Blossom en la tele"[sic] en su equipo, ya que esta tiene "Un doctorado en neurociencia o algo como eso", fue hasta tres temporadas después que Mayim Bialik se uniera al elenco, cosa que entonces no estaba planeado; además se hace referencia al show en La reverberación del Halloween cuando Sheldon y Amy hacen una lista de disfraces de pareja, en la cual Amy propone disfrazarse de Blossom y finalmente en el noveno episodio de la última temporada, La iluminación de la videocasetera, en el cual en la escena poscréditos se ve a Amy viendo el VHS donde Sheldon se dejó un mensaje, que al estar regrabado, conntenia una grabación deportiva, esta pasa a una grabación de la serie y Amy dice "que niña tan maja, hoy ya no se baila así".

- Aunque se hizo referencia a la comedia en diez respuestas diferentes en Jeopardy!, que Joey soñó que él y Blossom jugaban contra Albert Einstein (y contó con una aparición especial de Alex Trebek) en el episodio "¿Quién no es el primero?", todas fueron mencionadas. hecho cuando Trebek organizó el cuestionario. Mayim Bialik, quien interpretó a Blossom en la comedia, fue la presentadora de 216 Jeopardy! juegos (185 episodios regulares, el torneo de celebridades de 2022 de 13 episodios y nueve episodios dobles de un torneo universitario) de 2021 a 2023 como el primer sucesor a tiempo completo del programa después de la muerte de Trebek en noviembre de 2020 antes de que ella se fuera durante las disputas laborales de Hollywood.

- En el noveno episodio de la primera temporada de Friends, Cuando superperro escapa, Chandler recibe a Joey con la frase "Esta noche en Blossom", en referencia a los episodios dramáticos de la serie, al este llegar contando que deberán cambiar el lugar para Acción de gracias ya que sus padres creen que tiene ETS.

- Saturday Night Live ha hecho al menos dos parodias de la serie, la primera en 1993 protagonizada por Sara Gilbert y la segunda, en 2014 protagonizada por Rihanna.

- En el sexto episodio de la séptima temporada de Los Simpson, Lisa cambia su look, por lo cual Milhouse hace referencia que luce igual a Blossom.

- En el capítulo 13 de la novena temporada de Casados... con hijos Al golpea a un Senador en protesta a la cancelación de su programa favorito "Padre Loco" cuando este le ofrece hacerle cualquier favor para detenerlo, Al, en lugar de pedir que esta serie regrese, le pide que "Cancele Blossom, quizá de allí esos [...] sacaron la idea de los sombreros con flores"[sic] en referencia a un grupo de Hippies protestando afuera.

- En Seinfeld frecuentemente se hacían referencias a la serie, tanto menciones como pequeños "gimmicks" a la serie, tales como letreros, vestimentas, sombreros, entre otros.

- En la serie 'Til Death Doug va a terapia por creer que vive en una telecomedia, por lo cual al explicarle a su terapeuta esta le dice "Si y yo soy Blossom Russo".

- En Young Sheldon en el episodio Una carrera por superhumanos y una carta a Alf, Missy menciona a Joey como posible pareja para su muñeca de trapo, a lo que Sheldon se extraña y Missy le explica que se trata de un personaje de la serie.

- En el especial de Halloween 19 de Los Simpson, se puede ver entre los coleccionables de Jeff Albertson figuras de acción de la serie, mismas que se pueden ver en el primer capítulo de la octava temporada de The Big Bang Theory en la tienda de cómics.